# Sankt Josef Arbetarens katolska kyrka, Luleå
Sankt Josef Arbetarens kyrka är en romersk-katolsk kyrkobyggnad i Luleå i Norrbotten. Den tillhör Sankt Josef Arbetarens katolska församling i Stockholms katolska stift.

## Historia
Kyrkan invigdes 1997 av biskop Hubertus Brandenburg. Den är ritad av Jan Höök och Sandor Fülep och ligger i stadsdelen Lövskatan.